# Ruchi Sanghvi
Ruchi Sanghvi, née à Pune en Inde le 20 janvier 1982, est une ingénieure informaticienne et femme d'affaires indienne. 
Elle est la première femme ingénieure embauchée par Facebook, où elle crée le fil d'actualités. Elle cofonde ensuite l'entreprise Cove, revendue en 2012 à Dropbox, dont elle devient la vice-présidente des opérations.
Ruchi Sanghvi crée en 2016 South Park Commons, un espace technologique résidentiel et professionnel qui fonctionne comme un hackerspace.

## Biographie

### Jeunesse et formation
Ruchi Sanghvi naît le 20 janvier 1982 à Pune,, en Inde. Elle est élevée à Pune, et a d'abord l'intention de rejoindre l'entreprise de son père à la fin de ses études,. Elle poursuit des études de licence et de maîtrise en génie informatique électrique à l'Université Carnegie Mellon,.

### Début de carrière
Sortie diplômée de l'Université Carnegie Mellon en 2004, Ruchi Sanghvi pense d'abord travailler à New York, mais elle y renonce à cause des conditions de travail. Elle part alors pour la Silicon Valley où travaille son ancien camarade et ami Aditya Agarwal. Elle y est embauchée par Oracle Corporation.

### Facebook
Elle entre l'année suivante chez Facebook, en 2005, en même temps que son ami. Elle est la première femme ingénieur de Facebook,,,.
Ruchi Sanghvi lance le fil d'actualités de Facebook en septembre 2006. Cette fonctionnalité reçoit de nombreuses réactions négatives et critiques, Ruchi Sanghvi étant parfois elle-même directement visée pas ces critiques,. Il est tenu compte de ces critiques par l'introduction de nouveaux contrôles de confidentialité sur les données personnelles pouvant apparaître dans les fils d'actualités des amis. Ces contrôles de confidentialité sont ajoutés lors d'un marathon de programmation de 48 heures par Ruchi Sanghvi et d'autres ingénieurs de Facebook, dont Chris Cox et Andrew Bosworth, et annoncés par Mark Zuckerberg,.
Ruch Sanghvi devient ensuite responsable des produits et de la stratégie pour Facebook Platform et pour Facebook Connect. Elle est aussi responsable de la confidentialité des données et de l'engagement des utilisateurs.

### Fondation de Cove, Dropbox
En février 2012, Dropbox, la société de services de synchronisation et de sauvegarde de fichiers, annonce l'acquisition de Cove pour que Rushi Sanghvi et Aditya Agarwal rejoignent Dropbox. 
Rushi Sanghvi devient la vice-présidente des opérations chez Dropbox, gérant les produits, le marketing, les communications et d'autres attributions. Elle quitte Dropbox en octobre 2013, mais elle y conserve un rôle de conseillère au sein de l'entreprise,.

### Fondation de South Park Commons
Ruchi Sanghvi fonde en 2015 South Park Commons (SPC), une communauté technique avec un espace de coworking, similaire à un hackerspace, situé dans le quartier de South Park à San Francisco. Cette communauté comprend notamment des entrepreneurs, des ingénieurs, des chercheurs,. 
South Park Commons se développe et s'étend à San Francisco et à New York, avec plus de 450 membres actifs et anciens élèves dans le monde. En 2018, SPC lève des fonds pour 40 millions de dollars, sur souscription des membres de la communauté. SPC effectue en 2021 une deuxième levée de fonds, collectant 150 millions de dollars. Ruchi Sanghvi est à la fois co-responsable de la communauté SPC et partenaire générale du Fonds SPC.
Elle est membre du conseil d'administration de Paytm puis membre du conseil d'administration de l'Université de Californie à San Francisco,.

### Action philanthropique
Ruchi Sanghvi est enregistrée parmi les fondateurs de FWD.us, une association 501c formée dans la Silicon Valley pour promouvoir une réforme des possibilités d'immigration, pour améliorer l'éducation et faciliter les percées technologiques aux États-Unis. Ce groupe de lobbying a été fondée le 11 avril 2013.

### Vie privée
Ruchi Sanghvi est mariée à Aditya Agarwal, qui était son condisciple à l'Université Carnegie Mellon et plus tard son collègue chez Facebook, Cove et Dropbox.

## Récompenses et honneurs
Ruchi Sanghvi reçoit en 2011 un TechFellow “Best Engineering Leadership Award” pour son travail chez Facebook,.
Elle est en 2018 principale conférencière au Hackathon du MIT (HackMIT).